# Serolella bouvieri
Serolella bouvieri là một loài chân đều trong họ Serolidae. Loài này được Richardson miêu tả khoa học năm 1906.